# تارناسن
تارناسن (به لاتین: Tårnåsen) یک منطقهٔ مسکونی در نروژ است که در آکرشوس واقع شده‌است.